# Dasiosoma hirsutum
Dasiosoma hirsutum es una especie de escarabajo terrestre perteneciente al género Dasiosoma, categorizada en la tribu Lebiini, de la subfamilia Lebiinae. Fue descrita por Bates en 1873.
Este ejemplar es válido y aceptado y aparece registrado en una sección de la publicación Descriptions of new genera and species of geodephagous Coleoptera, from China. The Transactions of the Entomological Society of London: 323-334. de 1873.

## Descripción
Mide aproximadamente 7,6 mm de longitud. El cuerpo es de color marrón. Las antenas presentan una coloración oscura uniforme, ápices amarillentos y parte ventral marrón rojizo.

## Distribución
Se distribuye por Asia, en China y Japón.